# Honorowi obywatele Kłodzka
Honorowi obywatele Kłodzka – lista osób, którym Rada Miejska w Kłodzku przyznała „Honorowe Obywatelstwo Miasta Kłodzka” – szczególny tytuł otrzymywany za wyjątkowe zasługi dla Kłodzka. Osoby te przyczyniły się do wzrostu promocji miasta Kłodzka w dziedzinie życia społecznego, politycznego i gospodarczego lub nauki, kultury i sportu. Tytuł jest nadawany również wybitnym osobistościom. Wyróżnione tytułem osoby otrzymują pamiątkowy dyplom, statuetkę, legitymację oraz odznakę (wpinkę do garnituru). Do tej pory odznaczenie to uzyskało 55 osób.

## Uregulowanie prawne
Przyznawanie honorowego obywatelstwa, w tym tytułu „Honorowego Obywatela Miasta Kłodzka” po przywróceniu w Polsce demokratycznego samorządu umożliwił art. 18 ust. 2 pkt 14 ustawy o samorządzie terytorialnym z 1990 roku. Jednak dopiero Rada Miejska II kadencji (1994–1998) przyjęła uchwałę powołującą do życia to honorowe odznaczenie w 1995 roku i nadając regulamin jej wręczania. i zatwierdziła regulamin w sprawie nadania tytułu „Honorowy Obywatel Kłodzka”. Przepisy te były trzykrotnie modyfikowane na podstawie uchwał: nr XLIX/511/2010 z 18 marca 2010 roku, nr XXXVII/272/2017 z 24 stycznia 2017 roku oraz uchwały nr LXI/561/2023 z 29 czerwca 2023 r..
W myśl aktualnych przepisów z wnioskiem o nadanie tytułu „Honorowego Obywatela Miasta Kłodzka” mogą wystąpić: burmistrz, 7 radnych miejskich lub stałe komisje Rady Miejskiej. Wniosek ten następnie opiniowany jest przez komisje Rady Miejskiej, po czym po 60 dniach od uzyskania zgody kandydata na jego uhonorowanie jest rozpatrywany przez Radę Miejską. Nadanie tytułu następuje w sposób zapewniający uroczysty charakter temu wydarzeniu i powinno być poprzedzone prezentacją zasług wyróżnionej osoby.
Ewidencja osób odznaczonych tytułem „Honorowego Obywatel Miasta Kłodzka” prowadzona jest w uroczystej księdze miejskiej o tym samym tytule.

## Przywileje
Osobom odznaczonym tytułem „Honorowego Obywatela Miasta Kłodzka” przysługują następujące uprawnienia:
- używania tytułu „Honorowego Obywatela Miasta Kłodzka”,
- udziału jako Gość Honorowy we wszystkich sesjach kłodzkiej Rady Miejskiej oraz oficjalnych uroczystościach miejskich,
- bezpłatnego wstępu na imprezy kulturalne, sportowe oraz rekreacyjne organizowane przez instytucje miejskie.

Ponadto nazwiska osób uhonorowanych tym tytułem brane są pod uwagę przy nadawaniu nazw: ulicom, placom, parkom i instytucjom miejskim.

## Laureaci
| Lp. | Ilustracja | Imię i nazwisko                   | Informacje i związki z miastem                                                                                             | Data nadania tytułu  |
| --- | ---------- | --------------------------------- | --- | -------------------- |
| 1.  |            | Odette Dauchet                    | mer Carvin, miasta partnerskiego we Francji                                                                                | 31 maja 1995         |
| 2.  |            | Jean Pierre Parzysz               | przewodniczący Towarzystwa Francusko-Polskiego                                                                             | 31 maja 1995         |
| 3.  |            | Marian Cichoń                     | nauczyciel i były wicedyrektor I Liceum Ogólnokształcące im. Bolesława Chrobrego                                           | 31 maja 1995         |
| 4.  |            | Cecylia Kędzia                    | nauczycielka muzyki z Wrocławia                                                                                            | 27 października 1995 |
| 5.  |            | Zygmunt Mrożek                    | dyrektor Fabryki Armatury Przemysłowej „Zetkama” w Kłodzku                                                                 | 27 października 1995 |
| 6.  |            | Roman Fulneczek                   | prezes Powszechnego Zakładu Ubezpieczeń w Warszawie                                                                        | 27 października 1995 |
| 7.  |            | Marian Krawczyński (1911–2003)    | wieloletni pracownik PKS Kłodzko                                                                                           | 30 stycznia 1996     |
| 8.  |            | Felicja Wolfson (1921–2001)       | wieloletni pracownik PKS Kłodzko                                                                                           | 30 stycznia 1996     |
| 9.  |            | Andrzej Zieliński                 | minister łączności | 30 stycznia 1996     |
| 10. |            | Georg Stolle (1938–2020)          | burmistrz Bensheim, miasta partnerskiego w Niemczech                                                                       | 22 maja 1996         |
| 11. |            | Joanna Adler                      | przewodnicząca Towarzystwa Polsko-Niemieckiego w Bensheim                                                                  | 20 czerwca 1996      |
| 12. |            | Lech Wałęsa                       | prezydent Polski w latach 1990–1995                                                                                        | 30 września 1996     |
| 13. |            | Miloslav Vlk (1932–2017)          | kardynał, arcybiskup metropolita praski, prymas Czech                                                                      | 30 września 1996     |
| 14. |            | Henryk Gulbinowicz (1923–2020)    | kardynał, arcybiskup metropolita wrocławski                                                                                | 30 września 1996     |
| 15. |            | Józef Zych                        | Marszałek Sejmu w latach 1995–1997                                                                                         | 30 września 1996     |
| 16. |            | Zdenka Hornikowa                  | starostka (burmistrzyni) Náchodu, miasta partnerskiego w Czechach                                                          | 30 września 1996     |
| 17. |            | Julian Golak                      | Przewodniczący Komitetu Organizacyjnego Polsko-Czeskich Dni Kultury Chrześcijańskiej                                       | 30 września 1996     |
| 18. |            | Halina Goraczkiewicz (1926–2009)  | nauczycielka | 28 października 1996 |
| 19. |            | Henneke Burken                    | | 15 listopada 1996    |
| 20. |            | Rudolf Fiedler                    | | 15 listopada 1996    |
| 21. |            | Jan Kulka (1937–2000)             | poeta, były mieszkaniec Kłodzka                                                                                            | 30 kwietnia 1997     |
| 22. |            | Roman Duda                        | profesor nauk matematycznych, rektor Uniwersytetu Wrocławskiego w latach 1995–1999                                         | 22 maja 1998         |
| 23. |            | Andrzej Witkowski (1947–2017)     | profesor nauk przyrodniczych, prorektor ds. nauczania Uniwersytetu Wrocławskiego w latach 1996–2002                        | 22 maja 1998         |
| 24. |            | Robert Stando (1931–2022)         | reżyser i scenarzysta związany z Kłodzkiem                                                                                 | 14 maja 1999         |
| 25. |            | Jerzy Widzyk                      | minister-pełnomocnik rządu ds. usuwania skutków powodzi                                                                    | 14 maja 1999         |
| 26. |            | Tadeusz Jażdżewski (1939–2009)    | artysta, fotograf związany z ziemią kłodzką                                                                                | 14 maja 1999         |
| 27. |            | Stanisław Adamczyk                | inicjator współpracy między Fléron, belgijskim miastem partnerskim Kłodzka                                                 | 2. połowa 1999       |
| 28. |            | Leopold Oleniuk (1913 –2011)      | płk Wojska Polskiego, nauczyciel                                                                                           | 21 października 1999 |
| 29. |            | Bogusław Michnik                  | dyrektor Kłodzkiego Ośrodka Kultury                                                                                        | 2000                 |
| 30. |            | Krystyna Toczyńska-Rudysz         | wieloletnia dyrektor Muzeum Ziemi Kłodzkiej                                                                                | 2001                 |
| 31. |            | Andrzej Chorosiński               | profesor, inicjator powstania Międzynarodowych Wieczorów Muzyki Organowej i Kameralnej w Kłodzku                           | 2002                 |
| 32. |            | Leon Słojewski                    | Towarzystwo Gimnastyczne „Sokół” w Carvin                                                                                  | 2002                 |
| 33. |            | Eugeniusz Kaczmarek (1934–2008)   | lekarz, prezes Towarzystwa Miłośników Ziemi Kłodzkiej                                                                      | 24 kwietnia 2003     |
| 34. |            | Wojciech Dzieduszycki (1912–2008) | krytyk muzyczny i teatralny                                                                                                | 25 września 2003     |
| 35. |            | Ryszard Dominik (1938–2010)       | prałat, dziekan kłodzki, wieloletni proboszcz i organizator parafii Podwyższenia Krzyża Świętego na os. im. Kruczkowskiego | 8 lipca 2004         |
| 36. |            | Wojciech Piętowski                | franciszkanin, wieloletni proboszcz parafii Matki Bożej Różańcowej, kapelan lokalnej „Solidarności”                        | 8 lipca 2004         |
| 37. |            | Stanisław Czachor (1937–2020)     | wieloletni proboszcz parafii Niepokalanego Poczęcia Najświętszej Maryi Pannyj, kapelan Szpitala Powiatowego                | 8 lipca 2004         |
| 38. |            | Witold Gacek                      | lekarz, zasłużony działacz Polskiego Czerwonego Krzyża                                                                     | 8 lipca 2004         |
| 39. |            | Romana Chimowicz-Majewska         | nauczycielka geografii, przewodnik sudecki, autorka publikacji regionalnych                                                | 27 października 2005 |
| 40. |            | Leszek Majewski                   | nauczyciel geografii, przewodnik sudecki, autor publikacji regionalnych                                                    | 27 października 2005 |
| 41. |            | Bronisław Brzozowski              | pułkownik Wojska Polskiego, działacz Polskiego Związku Filatelistów                                                        | 27 października 2005 |
| 42. |            | Stefan Mróz (1927–2010)           | pedagog, samorządowiec, członek Towarzystwa Miłośników Ziemi Kłodzkiej                                                     | 27 października 2005 |
| 43. |            | Renata Hawrylak-Rautenberg        | śpiewaczka operowa, członkini berlińskiego oddziału Związku Polaków w Niemczech                                            | 28 września 2006     |
| 44. |            | Władysław Zakrzewski (1938–2018)  | pedagog, nauczyciel muzyki                                                                                                 | 25 września 2008     |
| 45. |            | Marian Ptak                       | pedagog, nauczyciel muzyki, wieloletni działacz ZHP                                                                        | 25 września 2008     |
| 46. |            | Ignacy Dec                        | pierwszy biskup ordynariusz świdnicki                                                                                      | 24 czerwca 2010      |
| 47. |            | Witold Kozakowski                 | nauczyciel dyplomowany, animator kultury, juror konkursów muzycznych i wykładowca warsztatów gitarowych                    | 30 marca 2017        |
| 48. |            | Zofia Mirska                      | nauczycielka języka polskiego, poetka                                                                                      | 31 sierpnia 2023     |
| 49. |            | Krystyna Oniszczuk-Awiżeń         | historyczka, muzealniczka i wydawca; autorka wielu opracowań z zakresu historii i kultury ziemi kłodzkiej                  | 31 sierpnia 2023     |
| 50. |            | Tomasz Duszyński                  | pisarz, regionalista, bibliotekarz                                                                                         | 31 sierpnia 2023     |
| 51. |            | Mirosław Awiżeń                   | działacz związkowy (NSZZ „Solidarność”), dysydent w czasach PRL-u, poeta, dziennikarz i samorządowiec                      | 31 sierpnia 2023     |
| 52. |            | Monika Muskała                    | tłumaczka i dramatopisarka                                                                                                 | 27 października 2023 |
| 53. |            | Gabriela Muskała                  | aktorka teatralna i filmowa, dramatopisarka                                                                                | 27 października 2023 |
| 54. |            | Ryszard Bilan                     | malarz, plastyk | 27 października 2023 |
| 55. |            | Manfred Spata                     | regionalista, kartograf, kolekcjoner map                                                                                   | 26 września 2024 r.  |

## Pozbawienie tytułu
Regulamin nadawania tytułu „Honorowego Obywatela Miasta Kłodzka” określa, że odznaczenie to może zostać odebrane w dwóch przypadkach. Mianowicie, jeśli nadanie tego tytułu nastąpiło w wyniku wprowadzenia w błąd lub osoba odznaczona tym tytułem dopuściła się czynu, przez który stała się ona niegodna otrzymania tego miana. Jak dotychczas żadnemu z laureatów nie odebrano tego oznaczenia.

## Ciekawostki
Tytuł ten przyznawano także w okresie rządów komunistycznych w Polsce. Wśród laureatów w 1945 roku znalazł się Michał Rola-Żymierski (1890–1989), oficer Ludowego Wojska Polskiego i marszałek Polski. Został on uhonorowany tym tytułem w uznaniu zasług dla obrony ziemi kłodzkiej przed Czechosłowacją, która chciała przyłączyć ten teren do swojego państwa po II wojnie światowej (polsko-czechosłowackie konflikty graniczne).